# 锂离子电池
锂离子电池（英語：或英語：）是一种可重复充电电池，它主要依靠锂离子在正极和负极之间移动来工作。锂离子电池使用一个嵌入的锂化合物作为一个电极材料。目前用作鋰離子電池的正極材料主要常見的有：钴酸锂（LiCoO2）、錳酸鋰（LiMn2O4）、镍钴锰酸锂（簡稱NMC或NCM）、鎳鈷鋁酸鋰（簡稱NCA）及磷酸铁锂（LiFePO4）。
該領域的重要進展是约翰·古迪纳夫，斯坦利·惠廷厄姆，拉奇德·雅扎米和吉野彰於1970年代開始並發展到1980年代，1991年，Sony和Asahi Kasei達成了商業化的共識。古迪纳夫、惠廷厄姆和吉野彰因開發鋰離子電池而獲得了2019年諾貝爾化學獎。
這些锂离子电池與其發展產品是在消费电子领域常见的。它们是便携式电子设备中可充电电池最普遍的类型之一，具有高能量密度，无记忆效应，在不使用时只有缓慢电荷损失等特点。除了消费类电子产品，越來越進步的锂离子电池也越来越普及，可用于军事，纯电动汽车和航空航天。例如，磷酸鋰鐵电池正在成为铅酸蓄电池的一种常见的替代蓄电池，在历史上铅酸蓄电池用于高尔夫球车和多用途车，但這種高效的新型電池已經能夠突破舊有鋰電池與鉛酸電池的各種缺點，達成全面替代的目標。
此外，锂离子电池容易与下面两种电池混淆：
- 锂电池（Lithium battery）：虽然常常用作为锂离子电池的简称，但严格意义的锂电池是锂原电池，內含純態的鋰金屬，為一次性使用、不可充電。

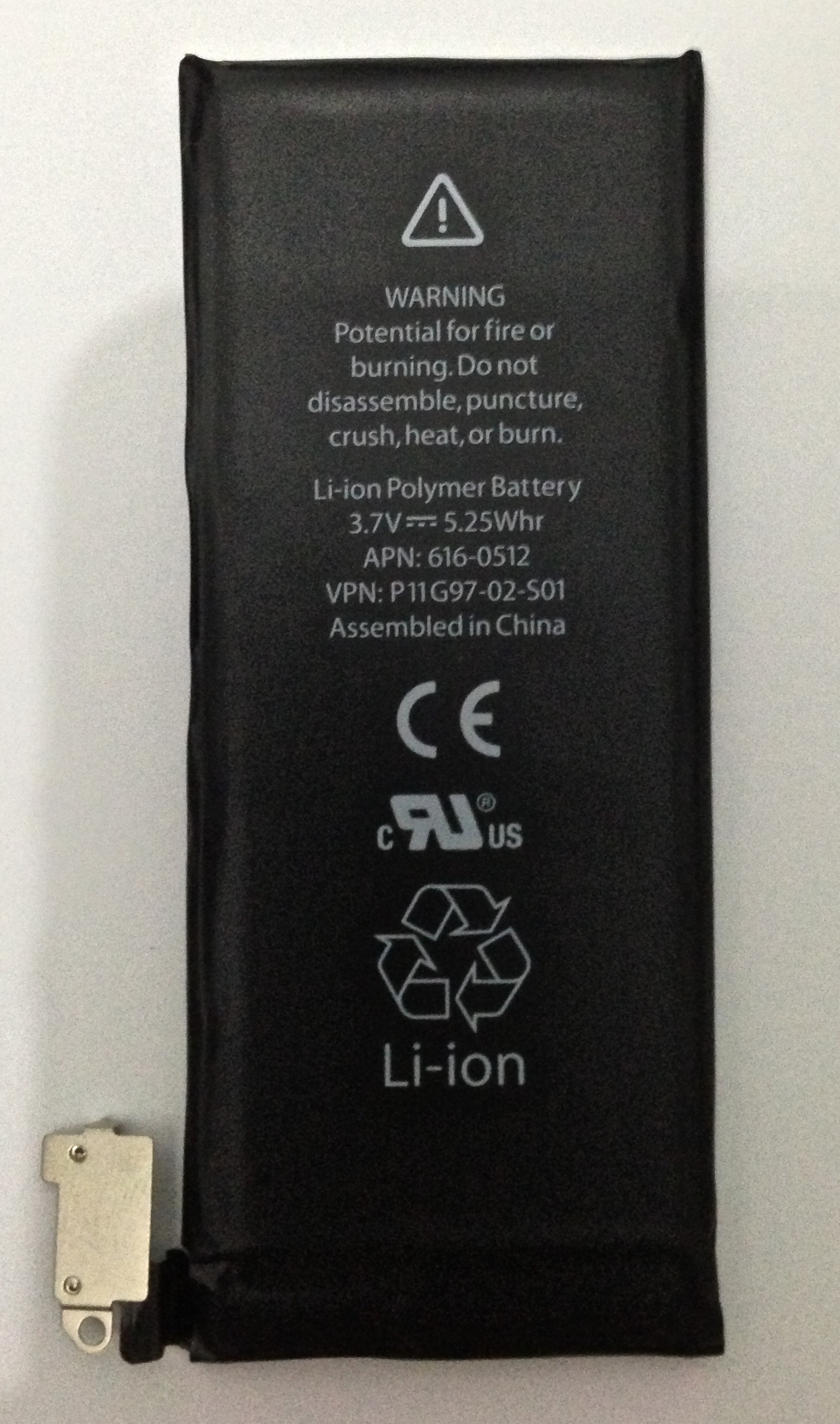
用于iPhone的锂离子聚合物电池

- 锂离子聚合物电池（Lithium-ion polymer batteries，也常稱為「鋰聚合物電池」）：大致上其實也是鋰離子電池，是普通锂离子电池的改良，利用膠態或固態聚合物取代液态有机溶剂的可充電锂离子电池，其安全性较好不會爆炸，且可以塑造各种不同形状的电芯，成為了現在的主流形式電池。

## 历史

### 商业化之前

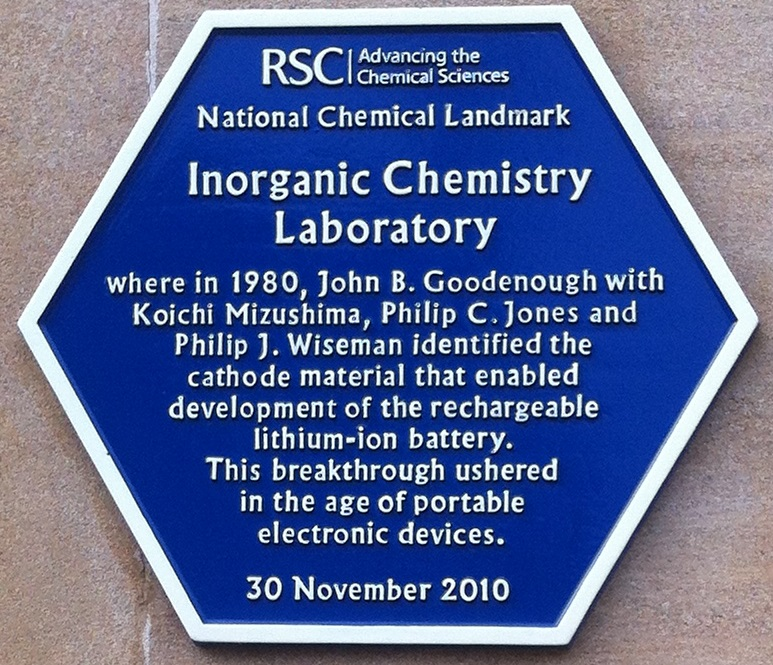
皇家化學會在牛津大學設置的藍色牌匾，紀念古迪纳夫等人在此發現锂离子电池的正極材質鈷酸鋰（LiCoO_{2}）。

1970年代在埃克森工作的，而现在在宾汉顿大学工作的斯坦利·惠廷厄姆最早提出锂离子电池。他采用硫化钛作为正极材料，金属锂作为负极材料，制成首个锂离子电池。电池使用金属锂会存在安全隐患，因为锂是一种高度反应性的元素；由于在正常大气条件下水和氧的存在，锂会燃烧。其研究结果是，把研究方向转移到寻求用锂化合物代替金属锂且仍能够接受和释放锂离子。
- 1980年，约翰·B·古迪纳夫、水島公一等人在英國牛津大學發現锂离子电池的正極材質鈷酸鋰（LiCoO2）。[10][11][12]
- 1982年伊利诺伊理工大学（the Illinois Institute of Technology）的R.R.Agarwal和J.R.Selman发现锂离子具有嵌入石墨的特性，此过程是快速的，并且可逆。与此同时，采用金属锂制成的锂电池，其安全隐患备受关注，因此人们尝试利用锂离子嵌入石墨的特性制作充电电池。首个可用的锂离子石墨电极由贝尔实验室试制成功。
- 1983年M.Thackeray、约翰·B·古迪纳夫等人发现锰尖晶石是优良的正极材料，[13]。锰尖晶石具有低价、稳定和优良的导电、导锂性能。其分解温度高，且氧化性远低于钴酸锂，即使出现短路、过充电，也能够避免了燃烧、爆炸的危险。雖然純錳尖晶石随充放电循環会變衰弱，但這是可以通过材料的化學改性克服的。[14] 截至2013年錳尖晶石用於商業电池。[15]
- 1985年，日本旭化成的吉野彰運用鈷酸鋰開發電池陰極，徹底消除金屬鋰，完成世界最初可商業化的含鋰鹼性鋰離子電池。[16]
- 1989年，A.Manthiram和古迪纳夫发现采用聚电解质(例如，硫酸鹽)的正极将产生更高的电压，原因是聚电解质的电磁感应效应。[17]

1991年Sony成功开发锂离子电池。它的实用化，使人们的移动电话、笔记型电脑等携带式电子设备重量和体积大大减小，使用时间大大延长。由于锂离子电池中不含有重金属镉，与镍镉电池相比，大大减少了对环境的污染。

### 商业化
随着开发的进展，锂离子电池的性能和容量继续提高。
- 1991年 – 索尼公司和旭化成公司发布首个商用锂离子电池[18]。随后，锂离子电池革新了消费电子产品的面貌。
- 1996年 – Padhi和古迪纳夫发现具有橄榄石结构的磷酸盐，如磷酸铁锂电池（LiFePO4），比传统的正极材料在安全性和寿命方面有所进步，但低温性能和压实密度有待提高[19]。
- 2001年 – 约翰·B·古迪纳夫獲頒日本國際獎
- 2002年 – 蒋业明教授和他的小组在麻省理工学院表明通过与铝，铌和锆的掺杂[20]提高材料的导电性，使锂电池的性能显著改善。导致增加的确切機制成为广泛辩论的议题[21]。
- 2004年 – 蒋业明通过采用磷酸盐的直径小于100纳米的颗粒再次增加性能。这降低颗粒密度差不多一百倍，增加了正极的表面面积和改进的容量和性能。商业化导致了更高容量的锂离子电池市场的快速增长，以及蒋业明和古迪纳夫之间的专利侵权战[21]。
- 2011年 – 在日本的所有便携式二次（即，可充电）电池的销售中，锂离子电池占66％[22]。
- 2012年 – 约翰·B·古迪纳夫，拉奇德·雅扎米（英语：Rachid Yazami）和吉野彰获得了IEEE环境与安全技术奖章（美國IEEE）[23]。
- 2013年 – 可再充电锂电池已经进展到磷酸钒锂电池（英语：Lithium vanadium phosphate battery），在正向和反向反应中以增加能量效率[來源請求] 。
- 2014年 – Amprius公司商业电池达到650瓦时/升（比以前高20％），使用硅阳极，并分别交付给智能电话厂家[24]。美国国家工程学院公认约翰·B·古迪纳夫，西美緒，拉奇德·雅扎米（英语：Rachid Yazami）和吉野彰为今天的锂离子电池所做的先驱性和领先性的基础工作[25]。
- 2015年 – 特斯拉汽车公司推出的Tesla Powerwall（英语：Tesla Powerwall）和PowerPack电池，分别用于住宅和商业用途。预计由于Gigafactory 1工厂所提供的规模经济将显著降低可充电的锂离子电池价格。
- 2018年 – 吉野彰獲頒日本國際獎
- 2019年 – 约翰·B·古迪纳夫、斯坦利·惠廷厄姆、吉野彰因發展锂离子电池獲得諾貝爾化學獎。水島公一獲得東京大學總長特別表彰。

## 發展現況
現在3C產業常提到的鋰离子電池其實是鈷酸锂電池，廣義的可充放鋰离子電池是指由一個石墨負極，一個採用鈷、錳或磷酸鐵的正極，以及一種用於運送鋰離子的電解液所構成。而一次鋰離子電池則可以鋰金屬或者嵌鋰材料作為負極。
鋰离子電池產業發展20多年來一直集中在3C產業為主，较少應用在市場經濟規模更大的儲能和動力電池（瞬間需要較大電流）市場，该市場涵蓋純電動車、油電混合車、中大型UPS、太陽能、大型儲能電池、電動手工具、電動摩托車、電動自行車、航空航天設備與飛機用電池等領域。
主要原因之一是過去鋰電池採用的鈷酸锂正極材料（LiCoO2，就是現在最常見的鋰离子電池）成本较高，并且难以應用在耐受穿刺、衝撞和高溫、低溫等條件等特殊環境。更重要的是，因無法滿足人們對安全的絕對要求而飽受詬病。
同時，鈷酸锂電池也無法達到快速充電與完全避免二次污染等目的，而且，一定要設計保護電路以防止過度充電或過度放電，否則就會造成爆炸等危險，甚至出現如Sony電池爆炸導致全球品牌NB業者投下巨資回收的情況。
另外，鈷的價格愈來愈高昂，全球鈷矿最大生產國刚果民主共和国，戰亂紛擾多，導致鈷矿價格不斷升高。鈷酸锂電池的粉體因鈷矿價格不斷上漲，現在已從原先的每公斤40美元漲價到60~70美元。磷酸鋰鐵粉體依品質好壞，每公斤售價在30~60美元。
這20年來，各國產學界早已投入無數的研發人力與資源，不斷尋找能夠取代或解決LiCoO2問題的新材料，因為，據統計，全球動力與儲能電池市場的經濟規模總量每年高達500億美元，遠大於鈷酸锂電池每年55~60億美元的胃納量。從2006年7月至今，包括投入能源儲存設備的Deeya Energy，發展薄膜鋰電池的Infinite Power Solution，看好新世代鋰離子電池─磷酸鋰鐵電池產業（LFP，Lithium Ferrous Phosphate）的美國A123 Systems、台灣Aleees和加拿大Phostech Lithium等業者，快速從全球創投和其他資金來源募來超過3億美元的資金。

## 优点
- 高能量密度：因电极材料不同而不同，按质量计算，可达150～200Wh/kg(540～720kJ/kg)；按体积计算，可达250～530Wh/L(0.9～1.9kJ/cm3)。[2]
- 开路电压高：因电极材料不同而不同，可达3.3～4.2V。
- 输出功率大：因电极材料不同而不同，可达300～1500W/kg(@20秒)。[1][與來源不符]
- 无记忆效应:磷酸鐵鋰鋰離子電池無記憶效應，電池在未放空電的情況下可隨時充放電，使用維護簡便。
- 低自放电：<5％～10％/月。智慧型锂离子电池由于有内建的监测电路，这个监测电路的工作电流甚至高于自放电电流。
- 工作温度范围宽：可在-20℃～60℃之间正常工作。
- 充、放电速度快

因此，锂离子电池广泛应用于消费电子产品、军用产品、航空产品等。

## 缺点

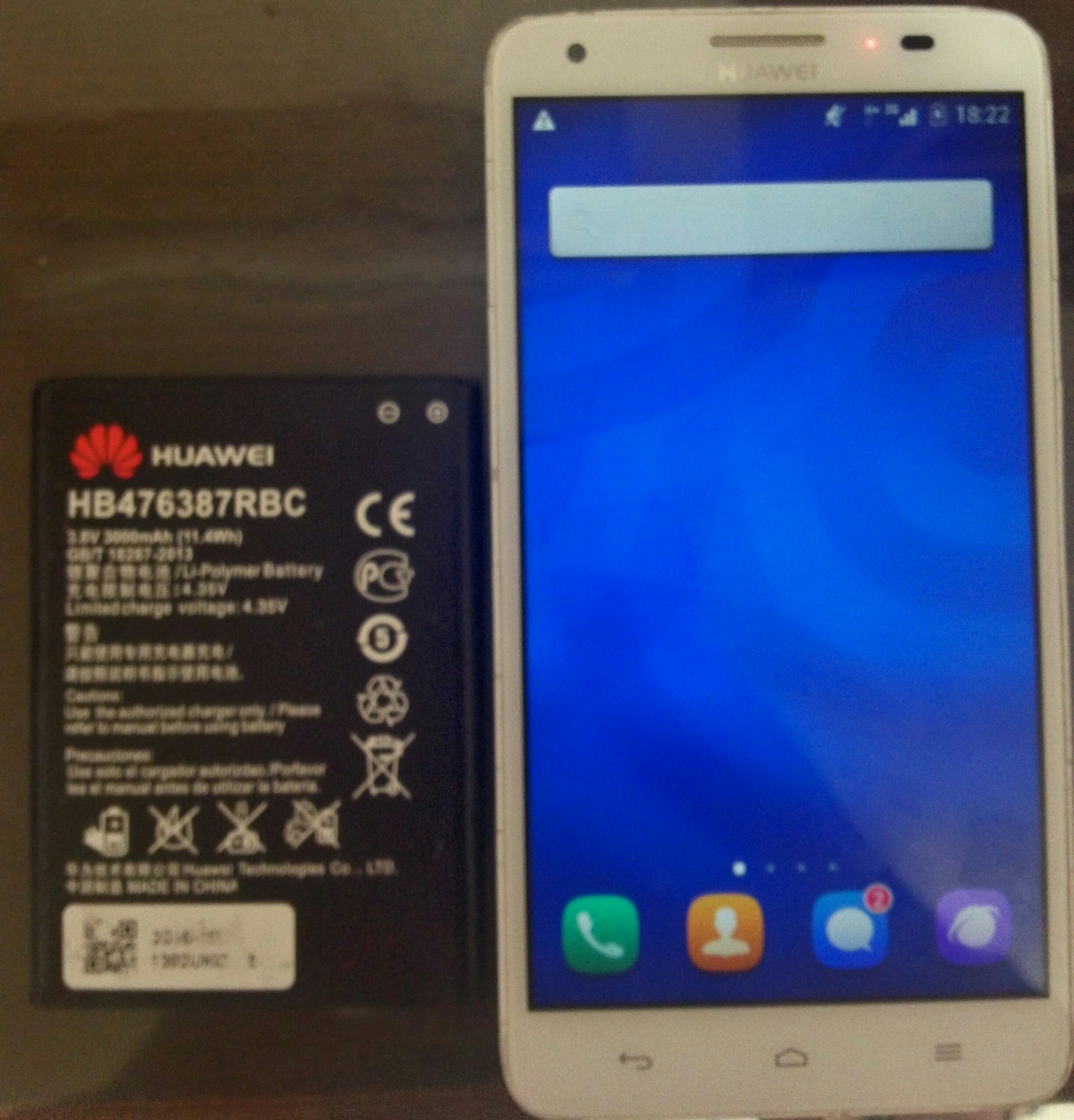
損壞的手機鋰電池

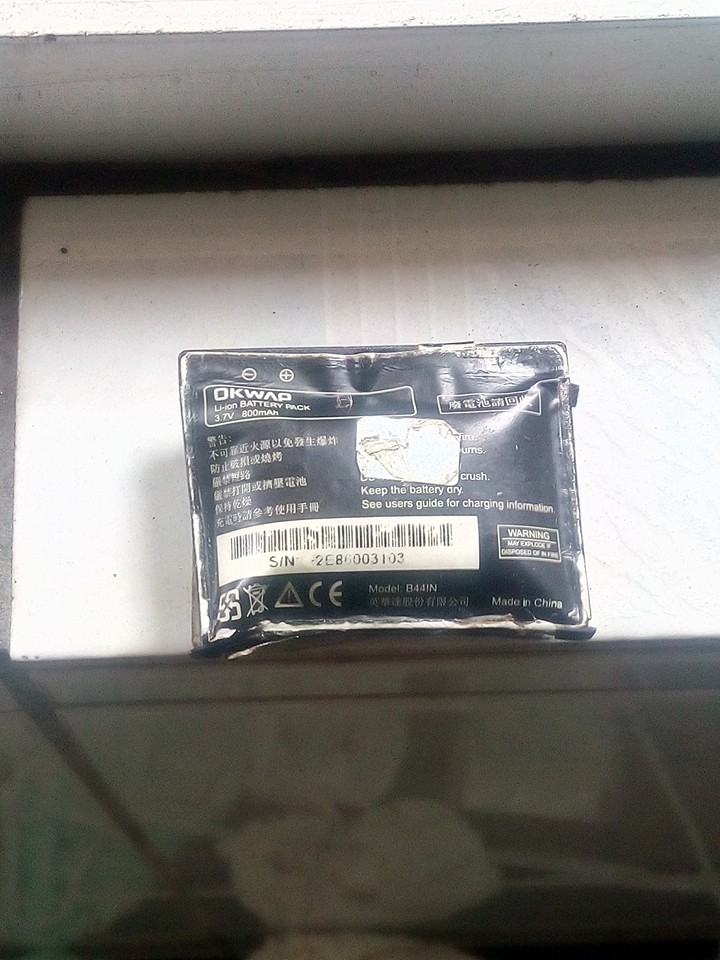
膨脹的OKWAP手機鋰電池

- 不耐受过放：过放电时，过量嵌入的锂离子会被固定于晶格中，无法再释放，导致寿命加速缩短，深度放電（電壓小于3.0V時放電）更可能使電池損壞，因此應避免沒電的時候存放。電池損耗一般為500次完全充放，從最高電壓4.2V開始放電至3V作為100，減少深度放電80%的動作，改為淺度放電30%，電池的最高電壓就能得到有效維持，可保養電池長期的健康，電壓較高的條件下，驅動電子設備的循環次數可以提高，根據不同的電池配方，有效再放電次數甚至可達到近五到十倍的提升。所以使用至極低電量是損傷電池耐久性的行為，也就是說增高的電壓有可能活化電池的最大放電能力。
- 不耐受过充：过充电时，电极脱嵌过多锂离子，又沒有及時得到補充，長久可导致晶格坍塌，从而不可逆的損毀電池性能，更有可能因為帶電離子不易流動，能量蓄積而導致過熱爆炸。因此廠商運送與儲藏鋰電池產品的時候，一般是留僅三分之一以下的電量，而持續插上充電器接頭時，首重的是避免保持滿電狀態，以鋰電池作為能量源的電動車常設計有70%左右的充電限制就是根據此點特性，有些產品甚至建議日常保持低於50%，如此容量衰退相對會比較少，也代表鋰電池必須經常使用，要定時適當的使內儲的電子流動。
- 衰老怕熱：与其它充电电池不同，锂离子电池会在使用循環中不可避免的自然缓慢衰退，就算是儲放著不使用，容量也會減少，這其實与使用次数无关（除非是過度充放的循環導致的晶格損失，這樣的衰老過程稱之為損耗較為合適），除了本身化學材料的質變，而且也与温度有关。可能的机制是内阻逐渐升高，所以，在工作电流高的电子产品更容易体现熱衰現象，另外也要避免外部氣溫所帶來的影響。用钛酸锂取代石墨，似乎可以延长寿命。储存電池的温度与容量永久损失速度的关系如下：

| 儲存時的充电电量 | 储存温度0℃ | 储存温度25℃ | 储存温度40℃ | 储存温度60℃ |
| ---------------- | ---------- | ----------- | ----------- | ----------- |
| 40％～60％       | 2％/年     | 4％/年      | 15％/年     | 25％/年     |
| 100％            | 6％/年     | 20％/年     | 35％/年     | 80％/6月    |

- 回收率：大约有1％的出厂新品因种种原因需要回收。
- 需要多重保护机制：由于错误使用会减少寿命，甚至可能导致爆炸，所以，锂离子电池设计时一般都會增加了多种保护机制。
  - 保护电路：防止过充、过放、过载、过热。
  - 排气孔：避免电池内部压强过大。
  - 隔膜：有较高的抗穿刺强度，防止内部短路；在电池内部温度过高时还能融化，阻止锂离子通过，阻滞电池反应，升高内阻(至2kΩ)。
  - 排气孔、隔膜一旦發動，将使电池永久失效。
  - 膨脹：當電池過度充電，過熱、浸水，使用副廠充電器，或將其不當保存，進行不當使用皆有可能膨脹甚至爆炸。

## 種類

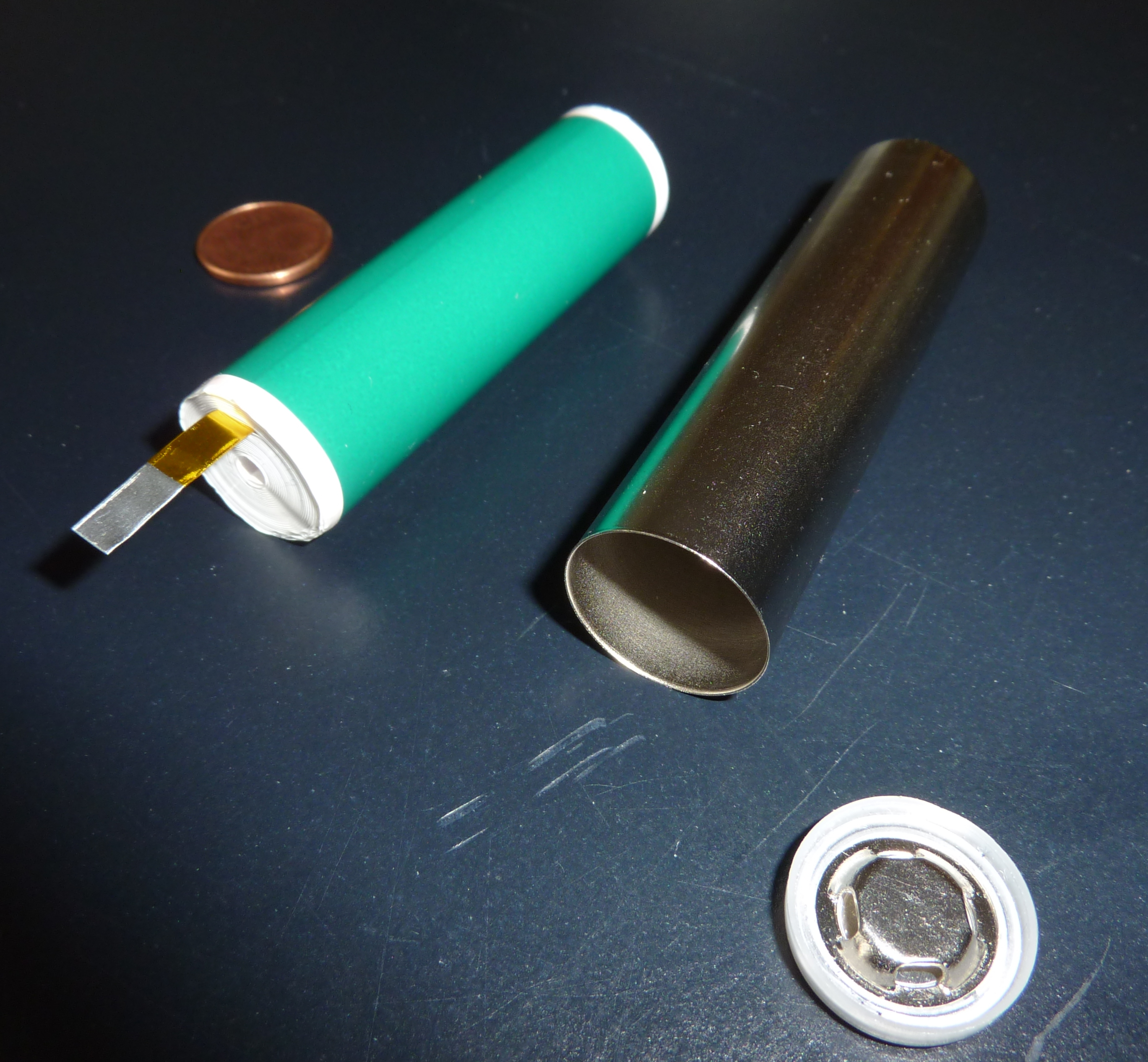
拆开的圆柱形18650锂离子电池，其中的18650代表直徑為18mm，而長度為65.0mm

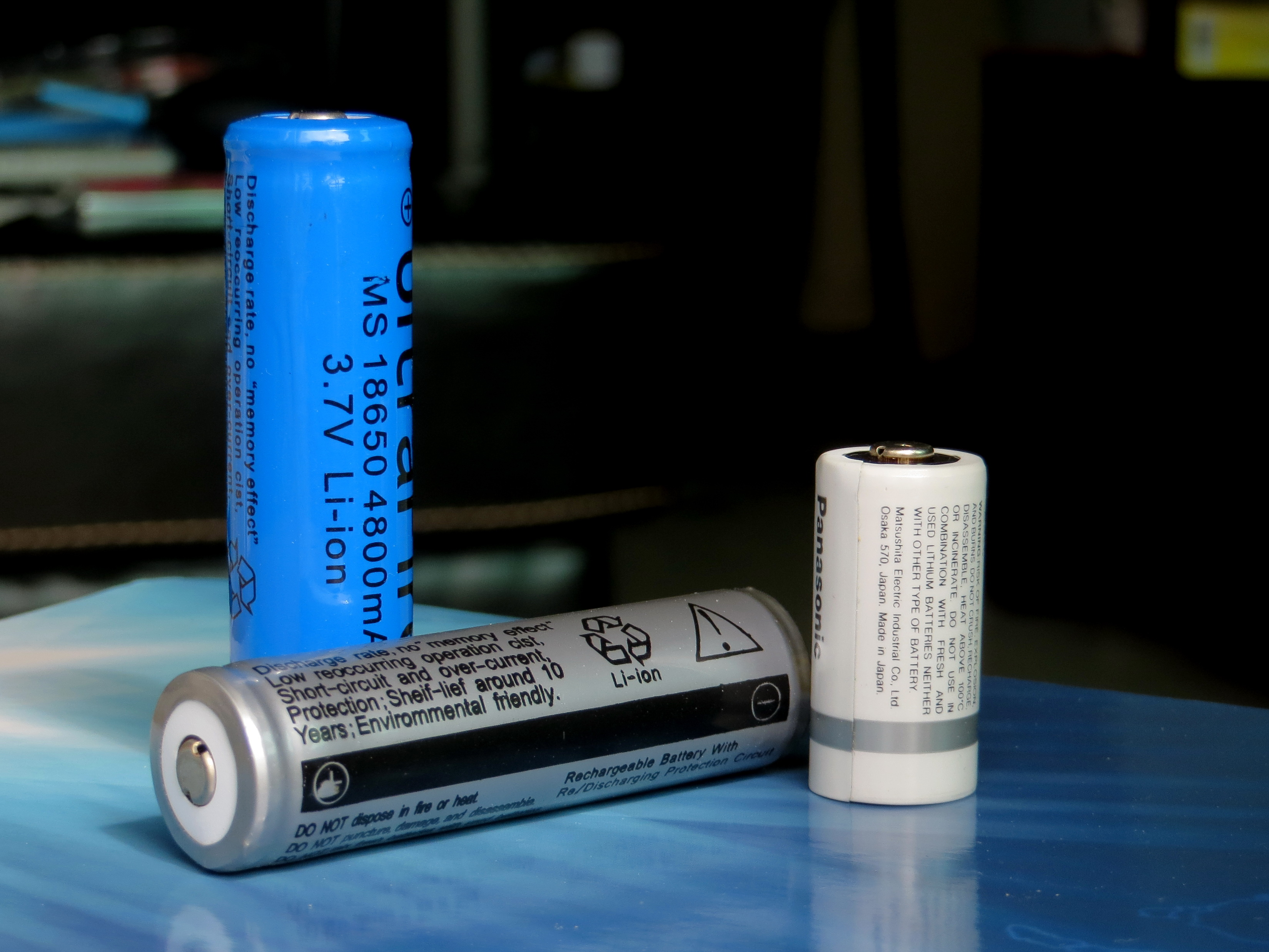
兩枚18650鋰離子電池（左）及一枚CR123A鋰電池（右）

現在常見的圓柱型鋰離子電池規格分別有26650/21700/18650/17670/18500/18350/17500/16340/14500/10440，前兩位數表示電池直徑（單位：公釐），第三、第四位數表示電池長度（單位：公釐），第五位數代表電池外觀形狀(0：代表電池外觀為圓柱型)，以18650電池為例，其直徑是18公釐，長度是65公釐，外觀為圓柱型。14500電池尺寸接近AA電池（台規三號電池、中国大陆五号电池），10440電池則接近AAA電池（台規四號電池、中国大陆七号电池）。另外電池正極形狀也分為平頭與尖頭，平頭電池全長即標準尺寸，而尖頭全長則要再增加約0.5公釐。
正極材料的選擇決定了電池的容量、安全性和老化特性。其中鈷特別提供了極佳的容量和老化特性，但與其他的材料相比，鈷的安全性就差了些。

「LiNiO2」（鎳鋰電池）

「LiNi0.8Co0.2O2」（鎳鈷鋰電池）

「LiMn2O4」（錳鋰電池）

「LiNi0.3Co0.3Mn0.3O2」（三元電池）

磷酸铁锂（LFP）電池

### 鎳鈷鋰電池
鎳鈷鋰電池是鎳鋰電池和鈷鋰電池的固溶體（綜合體），兼具鎳鋰和鈷鋰的優點，一度被產業界認為是最有可能取代鈷鋰電池的新正極材料，但安全性還無法有更大突破。
因此，全球相關業者的主要發展集中在基於錳或磷酸鐵的正極以提昇其安全性，但提高安全性的代價是電池容量略有下降，且使電池的老化速度加快。

### 鎳鋰電池
鋰鎳電池的成本較低且電容量較高，不過，製作過程困難且材料性能的一致性和再現性差，最嚴重的是依然有安全性問題。

### 磷酸鐵鋰電池
磷酸鐵鋰電池則同時擁有鈷鋰、鎳鋰和錳鋰的主要優點，但不含鈷等貴重元素，原料價格低且磷、鋰、鐵存在於地球的資源含量豐富，不會有供料問題，而且，工作電壓適中（3.2V）、電容量大（170mAh/g）、高放電功率、可快速充電且循環壽命長，在高溫與高熱環境下的穩定性高，是目前產業界認為較符合環保、安全和高性能要求的鋰離子電池。
不過，磷酸铁锂（LFP）電池压实密度相对较低、低温性能欠佳，放電電壓過於平穩造成難以估計餘電量，并且正極材料存在專利争议。目前主要的3種技術和化合物分別由全球3家業者掌握，包括源自美國德州大學的LiFePO4，以及另外兩種Nanophosphate和NanoCocystallineOlivine（NCO）。
磷酸鐵鋰電池的規格分別為1、2、3、5、7號，其中5、7號最常見，5號磷酸鐵鋰電池規格同等AA電池，7號則同等AAA電池。

## 充電過程
單一枚鋰離子電池的充電過程分兩階段：
1. CC (constant current) 恆定電流充電：先以恆定電流充電，這樣會使電池電壓漸漸上升，直至電壓到達一特定數值。此特定數值的電壓視電池物料而定。
2. CV (constant voltage) 恆定電壓充電：以固定電壓向電池充電，這樣充電電流會漸漸減小，直到電流小於某一程度後充電過程即完成。

多枚串聯鋰離子電池的充電方法較為複雜，分3個階段：
1. CC (constant current) 恆定電流充電
2. 電量衡充 (blance charging)；減小個別電池的充電量，直至各電池的充電程度（電量狀態，SOC- state of charge）都相等為止。
3. CV (constant voltage) 恆定電壓充電

## 电化学
和所有化学电池一样，锂离子电池也由三个部分组成：正极、负极和电解质。习惯上，锂离子进入正极材料的过程叫「嵌入」，离开的过程叫「脱嵌」；锂离子进入负极材料的过程叫「插入」，离开的过程叫「脱插」。
正极半反应是：
负极半反应是：
总体反应有局限性。过放电會讓锂钴氧化物過飽和，导致产生的氧化锂，可能是由以下的不可逆反应：

## 原理
鋰離子電池中的電解液可以是凝膠體、聚合物（鋰離子/鋰聚合物電池）、或凝膠體與聚合物的混合物。因為目前尚未發現能夠在室溫條件下有效運送鋰離子的聚合物，所以大多數的「塑膠封袋」鋰離子/ 鋰聚合物電池事實上都是結合凝膠體和聚合物的混合型電池。
正極或負極必須具有類似海綿的物理結構，以釋放或接收鋰離子。在放電時，鋰離子從負極材料移出至電解液，再像水進入海綿一樣地進入正極材料，這個過程被稱為嵌入（Intercalation）。充電的過程則完全相反。

### 正极
- 正极材料：如上文所述，可选的正极材料很多，目前主流产品多采用锂铁磷酸盐。不同的正极材料对照：

| 正极材料  | 平均输出电压 | 能量密度  |
| --------- | ------------ | --------- |
| LiCoO2    | 3.7 V        | 140 mAh/g |
| Li2Mn2O4  | 3.7 V        | 100 mAh/g |
| LiFePO4   | 3.3 V        | 100 mAh/g |
| Li2FePO4F | 3.6 V        | 115 mAh/g |

- 正极反应：放电时锂离子嵌入，充电时锂离子脱嵌。
  - 充电时：LiFePO4 → Li1-xFePO4 + xLi+ + xe−
  - 放电时：Li1-xFePO4 + xLi+ + xe− → LiFePO4

### 负极
- 负极材料：多采用石墨。新的研究发现钛酸盐可能是更好的材料。
- 负极反应：放电时锂离子脱插，充电时锂离子插入。
  - 充电时：xLi+ + xe− + 6C → LixC6
  - 放电时：LixC6 → xLi+ + xe− + 6C

### 电解质溶液
- 溶质：常采用锂盐，如高氯酸锂（LiClO4）、六氟磷酸锂（LiPF6）、四氟硼酸锂（LiBF4）。
- 溶剂：由于电池的工作电压远高于水的分解电压，因此锂离子电池常采用有机溶剂，如乙醚、碳酸乙烯酯、碳酸丙烯酯、碳酸二乙酯等。有机溶剂常常在充电时破坏石墨的结构，导致其剥脱，并在其表面形成固体电解质膜（solid electrolyte interphase，SEI）导致电极钝化。有机溶剂还带来易燃、易爆等安全性问题。

## 汰役電池的再利用
由於電動汽車的在全世界的普及，鋰離子電池製造的動力電池淘汰量開始大幅增加，造成環保威脅和資源浪費。預計到 2030 年，約 100-120 GWh 的電動車動力電池將汰役。
因此，建議對此類汰役動力電池進行回收再利用。
一些汰役的動力電池仍有約80%的初始容量。
它們可以重新利用並重新用作二次應用，例如為儲能係統中的電池提供服務。
各國政府已意識到這一緊迫問題，並準備推出應對汰役電池的政策，如編碼原則、追溯管理系統、製造工廠指南、拆解工藝指南、剩餘能量測量、稅收抵免、退稅和財政支持等。
汰役電動車電池的二次應用標準目前仍是新興技術。由保險商實驗室 (UL) 發布的 UL 1974 是少數的標準之一。
文件中給出了汰役動力電池電芯、電池組、模組安全操作和性能測試的一般流程，但未能詳細說明步驟和具體內容。對於現實世界中的應用，現有電池、電池組和模組的設計、外形尺寸和材料通常彼此之間存在很大差異。制定一致的技術流程很困難。此外，公開文獻中關於所應用的詳細技術程序的資訊目前仍相當缺乏。除了 Schneider等人展示了手機用小型圓柱鎳氫電池的翻新流程，
Zhao等人發表了中國一些電動汽車鋰離子電池併網應用的成功經驗， 
和 Chung 報告 UL 1974 中描述的有關 LiFePO4 汰役電池的測試程序及相關數據。

## 登机政策
- 中国大陸：個人自用的消費電子產品，如手錶、計算機、照相機、手機、筆記型電腦、攜帶型攝影機等，如果内含锂或锂离子电池芯或电池的，允许登机。如作为备用电池的，必须单个存放，必须做好防短路保护，仅能在手提行李中携带，并且限制在每人不超过2个，等质总锂含量不超过25克。托运行李禁止携带锂离子电池。
- 美国：当且仅当锂离子电池是安装在允许登机的设备上时，该电池才准予登机。手提行李不受此限。
- 台灣：不得將鋰電池單獨攜帶，必須裝設在電子機器內，而如果沒有將其設置不予登機，如果必須單獨帶入必須經過海運，並且逕行報關